# Лома Линда (Мисури)
Лома Линда (енгл. Loma Linda) град је у америчкој савезној држави Мисури.

## Демографија
По попису из 2010. године број становника је 725, што је 218 (43,0%) становника више него 2000. године.
| Група             | 2000.       | 2010.       |
| Белци             | 481 (94,9%) | 629 (86,8%) |
| Афроамериканци    | 4 (0,8%)    | 19 (2,6%)   |
| Азијати           | 2 (0,4%)    | 8 (1,1%)    |
| Хиспаноамериканци | 8 (1,6%)    | 20 (2,8%)   |
| Укупно            | 507         | 725         |